# Gabriel Mercado
Gabriel Iván Mercado (Puerto Madryn, 18 de março de 1987) é um futebolista argentino que atua como zagueiro. Atualmente, joga pelo Internacional.

## Clubes

### Racing
Mercado foi revelado pelo Racing em 2007, fazendo sua estreia em 21 de fevereiro de 2007, em jogo contra o San Lorenzo, pelo Campeonato Argentino. Seu único gol pelo clube de Avellaneda ocorreu em 29 de novembro de 2009, na derrota para o Banfield.

### Estudiantes
Em 2010, acertou com o Estudiantes, sendo vendido por 800 mil dólares. Na equipe de La Plata, foi um dos destaques no título do Apertura de 2010, marcando dez gols, sendo um deles na então despedida de Juan Sebastián Verón, na vitória sobre o Olimpo por 1–0.

### River Plate
Em 2012, assinou com o River Plate, que voltava para a elite do futebol argentino depois de um inédito rebaixamento.No River, viveu o auge de sua carreira, ganhando vários títulos, entre eles a Copa Libertadores de 2015.Fez sua última partida em 31 de julho de 2016, contra o Rivadavia, pela Copa Argentina, marcando um dos gols da vitória por 3–0.

### Sevilla
Em 4 de agosto de 2016, assinou por três temporadas com o Sevilla.Em sua primeira temporada, marcou gol nos dois jogos contra o rival Betis, primeiro na vitória por 1–0 no Ramón Sánchez Pizjuán, em 20 de setembro de 2016, e na vitória por 2–1 no Benito Villamarín, em 25 de fevereiro de 2017.

### Al-Rayyan
Após ficar 3 anos no Sevilla e ficar sem clube depois do fim de seu contrato,  Mercado foi anunciado como novo reforço do Al-Rayyan, do Qatar, em 11 de junho de 2019.
Fez sua estreia pelo clube qatari em 30 de agosto de 2019, no empate de 0 a 0 com o Al-Gharafa, em jogo válido pela 2a rodada da Qatar Stars League de 2019–20.

### Internacional
Em 5 de julho de 2021, foi anunciado e assinou com o Internacional até dezembro de 2022, após ficar sem clube ao término de seu contrato com o Al-Rayyan. Seu número de camisa escolhido foi a camisa 25.
| “                                                                  | Estou muito feliz por poder defender este grande clube, campeão do mundo (de clubes), campeão do Brasil, um grande time do nosso futebol. Tenho certeza de que vamos viver coisas muito boas juntos. | ” |
| — Gabriel Mercado, em entrevista de apresentação ao Internacional. | |   |

Em 15 de novembro de 2022, Mercado teve seu vínculo estendido até o fim da temporada 2023. Já que teve uma boa temporada, começando 32 das 62 partidas do time no ano.

## Seleção Nacional
Estreou pela Seleção Argentina principal em 10 de fevereiro de 2010 em partida amistosa contra a Jamaica.

## Títulos
Estudiantes
- Campeonato Argentino: 2010 Apertura

River Plate
- Campeonato Argentino: Torneo Final 2014
- Copa Sul-Americana: 2014
- Recopa Sul-Americana: 2015
- Supercopa Euroamericana: 2015
- Copa Libertadores da América: 2015
- Copa Suruga Bank: 2015

Internacional
- Campeonato Gaúcho: 2025

Seleção Argentina
- Campeonato Mundial de Futebol Sub-20: 2007